# Ctenomys talarum
Ctenomys talarum is een zoogdier uit de familie van de kamratten (Ctenomyidae). De wetenschappelijke naam van de soort werd voor het eerst geldig gepubliceerd door Thomas in 1898.

## Voorkomen
De soort komt voor in het oosten van Argentinië.